# 倫納茲維爾鎮區 (明尼蘇達州特拉弗斯縣)
倫納茲維爾鎮區（英語：Leonardsville Township）是位於美國明尼蘇達州特拉弗斯縣的一個行政鎮區。

## 歷史
倫納茲維爾鎮區於1881年成立，得名自早期定居者帕特里克·倫納德（Patrick Leonard）。

## 地方資料
倫納茲維爾鎮區的面積為99.63平方千米，皆為陸地。根據2020年美國人口普查的數據，當地共有人口111人，而人口密度為每平方千米1.11人。